# Didian (köping i Kina, lat 36,29, long 113,18)
Didian (kinesiska: 翟店, 翟店镇) är en köping i Kina. Den ligger i provinsen Shanxi, i den norra delen av landet, omkring 180 kilometer söder om provinshuvudstaden Taiyuan.
Genomsnittlig årsnederbörd är 707 millimeter. Den regnigaste månaden är juli, med i genomsnitt 229 mm nederbörd, och den torraste är december, med 5 mm nederbörd.